# Euphorbia cowellii
Euphorbia cowellii är en törelväxtart som först beskrevs av Charles Frederick Millspaugh och Nathaniel Lord Britton, och fick sitt nu gällande namn av Robertus Cornelis Hilarius Maria Oudejans. Euphorbia cowellii ingår i släktet törlar, och familjen törelväxter. Inga underarter finns listade i Catalogue of Life.